# Letteratura azera
La letteratura azera (in azero Azərbaycan ədəbiyyatı) comprende l'insieme delle opere scritte in azero, una delle lingue turche, che è la lingua ufficiale dello stato della Repubblica di Azerbaigian, dove si parla una varietà settentrionale dell'azero. La variante dell'azero meridionale è la lingua più parlata dalla maggior parte delle persone dell'Azerbaigian iraniano. La maggior parte degli azeri vive in Iran ma la letteratura azera moderna è prodotta in modo predominante nella Repubblica di Azerbaigian, dove la lingua ha uno status ufficiale. Vengono utilizzati tre scritture per la lingua: i caratteri latini azeri nella Repubblica dell'Azerbaigian, i caratteri arabi nell'Azerbaigian iraniano e i caratteri cirillici in Russia.
Il primo sviluppo della letteratura azera è strettamente associato al turco anatolico, scritto in caratteri arabo-persiani. Esempi del suo distacco risalgono al XIV secolo o prima. Diversi importanti autori contribuirono a sviluppare la letteratura azera dal XIV secolo fino al XVII secolo e la poesia ebbe un posto di rilievo nelle loro opere. Verso la fine del XIX secolo, la letteratura popolare come i giornali iniziò a essere pubblicata in lingua azera. La produzione di opere scritte in Azerbaigian fu vietata in Iran (Persia) sotto il dominio di Reza Shah Pahlavi (1925-1941) e nell'Azerbaigian sovietico dove la campagna "Terrore rosso" di Stalin prese di mira migliaia di scrittori, giornalisti, insegnanti, intellettuali e altri azeri e portò al cambiamento dell'alfabeto azero con quello cirillico.
La moderna letteratura azera è prodotta quasi esclusivamente nella Repubblica dell'Azerbaigian e nonostante sia ampiamente parlata nell'Azerbaigian iraniano, l'azero non è formalmente insegnato nelle scuole e non sono facilmente disponibili le pubblicazioni in azero.

## Le due tradizioni della letteratura azera
Per la maggior parte della sua storia, la letteratura azera è stata divisa piuttosto nettamente in due tradizioni piuttosto diverse, nessuna delle quali ha esercitato molta influenza sull'altra fino al XIX secolo. La prima di queste due tradizioni è la letteratura popolare azera, e la seconda è la letteratura scritta azera.
Per la maggior parte della storia della letteratura azera, la differenza saliente tra la tradizione popolare e quella scritta è stata la varietà del linguaggio impiegato. La tradizione popolare, in generale, era orale e rimase libera dall'influenza della letteratura persiana e araba, e di conseguenza dalle rispettive lingue di quelle letterature. Nella poesia popolare, che è di gran lunga il genere dominante della tradizione, questo fatto fondamentale ha portato a due conseguenze principali in termini di stile poetico:
- i metri poetici impiegati nella tradizione poetica popolare erano diversi, essendo versi quantitativi (ovvero sillabici), in opposizione al verso qualitativo impiegato nella tradizione poetica scritta;
- l'unità strutturale di base della poesia popolare divenne la quartina (in azero: dördmisralı) piuttosto che i distici (in azero: beyt) più comunemente impiegati nella poesia scritta.

Inoltre, la poesia popolare azera ha sempre avuto un legame profondo con la canzone. La maggior parte delle poesie erano, infatti, espressamente composte in modo da essere cantate, diventando così in modo notevole inseparabile dalla tradizione della musica popolare azera.
In contrasto con la tradizione della letteratura popolare azera, si tendeva inoltre ad abbracciare l'influenza della letteratura persiana e araba. In una certa misura, ciò può essere visto fin dal periodo selgiuchide tra la fine dell'XI e l'inizio del XIV secolo, dove gli affari ufficiali erano condotti in lingua persiana, piuttosto che in turco, e dove un poeta di corte come Dehhanî, che serviva nel XIII secolo il sultano Ala ad-Din Kay Qubadh I scriveva in una lingua fortemente flessa con il persiano.
Quando l'Impero Safavide sorse all'inizio del XVI secolo, nell'Azerbaigian iraniano, continuò questa tradizione. Le forme poetiche standard, poiché la poesia era il genere dominante tanto nella tradizione scritta quanto nella tradizione popolare, derivavano direttamente dalla tradizione letteraria persiana (il qəzəl غزل; il məsnəvî مثنوی), o indirettamente attraverso il persiano dall'arabo (il qəsîde قصيده). Tuttavia, la decisione di adottare queste forme poetiche determinò due importanti ulteriori conseguenze:
- furono adottati i metri poetici (in azero: aruz) della poesia persiana;
- Le parole persiane e arabe furono introdotte nella lingua azera in gran numero, poiché le parole turche raramente funzionavano bene all'interno del sistema del metro poetico persiano. Questo stile di scrittura sotto l'influenza persiana e araba divenne noto come "Letteratura del diwan" (in azero: divan ədəbiyatı), con dîvân (ديوان) che è la parola azera che si riferisce alle opere raccolte di un poeta.

## Letteratura popolare azera
La letteratura popolare azera è una tradizione orale profondamente radicata, nella sua forma, nelle tradizioni nomadi dell'Asia centrale. Tuttavia, nei suoi temi, la letteratura popolare azera riflette i problemi peculiari di un popolo stanziale che ha abbandonato lo stile di vita nomade. Un esempio di ciò è la serie di racconti popolari che circondano la figura di Keloğlan, un giovane ragazzo afflitto dalle difficoltà di trovare una moglie, di aiutare sua madre a mantenere intatta la casa di famiglia e affrontare i problemi causati dai suoi vicini. Un altro esempio è la figura piuttosto misteriosa di Nasreddin, un imbroglione che spesso fa scherzi, di ogni sorta, ai suoi vicini.
Nasreddin riflette anche un altro cambiamento significativo avvenuto tra il periodo in cui il popolo turco era nomade e il periodo in cui si era ampiamente stabilito in Azerbaigian e in Anatolia; in altre parole Nasreddin è un imam musulmano e il popolo turco era diventato per la prima volta un popolo islamico intorno al IX o X secolo, come dimostra la chiara influenza islamica sull'opera karakhanide dell'XI secolo, il Kutadgu Bilig ("La Scienza che dà la felicità"), scritto da Yusuf Hass Hajib. D'ora in poi la religione esercitò un'enorme influenza sulla società e sulla letteratura turche, in particolare sulle varietà dell'Islam sufi e sciita fortemente orientato al misticismo. L'influenza sufi, ad esempio, può essere vista chiaramente non solo nei racconti riguardanti Nasreddin ma anche nelle opere di Yunus Emre, una figura imponente della letteratura turca e un poeta vissuto alla fine del XIII e all'inizio del XIV secolo, probabilmente nello Stato karamanide nell'Anatolia centro-meridionale. L'influenza sciita, d'altra parte, può essere vista ampiamente nella tradizione degli aşıq, o ozan, che sono più o meno simili ai menestrelli europei medievali e che tradizionalmente avevano un forte legame con la fede alevita, una varietà specifica turca autoctona dell'Islam sciita. È tuttavia importante notare che nella cultura turca, una divisione così netta in sufi e sciismo è difficilmente possibile: per esempio, Yunus Emre è considerato da alcuni un alevita, mentre l'intera tradizione turca aşık/ozan è permeato con il pensiero dell'ordine sufi bektashi, che è esso stesso una miscela dei concetti sciiti e sufi. La parola aşıq (letteralmente, "amante") è infatti il termine usato per i membri di primo livello dell'ordine Bektashi.
Poiché la tradizione della letteratura popolare azera si estende in una linea più o meno ininterrotta dal XIII al XV secolo fino ad oggi, è forse meglio considerare la tradizione dalla prospettiva del genere. Ci sono tre generi fondamentali nella tradizione: epico, poesia popolare e folklore.

### La tradizione epica
L'epopea turca ha le sue radici nella tradizione epica dell'Asia centrale che ha dato origine al Libro di Dede Korkut, scritto in lingua azera. La forma si è sviluppata dalle tradizioni orali dei turchi Oghuz (un ramo dei popoli turchi migrati verso l'Asia occidentale e l'Europa orientale attraverso la Transoxiana, a partire dal IX secolo). Il Libro di Dede Korkut rimase nella tradizione orale dei turchi Oghuz dopo essersi stabiliti in Azerbaigian e in Anatolia. Alpamysh è un'epopea precedente, tradotta in inglese e disponibile online.
Il Libro di Dede Korkut ha rappresentato l'elemento principale della tradizione epica azera nel Caucaso e in Anatolia per diversi secoli: dall'XI al XII secolo. Concorrente al Libro di Dede Korkut era la cosiddetta Epopea di Köroğlu, che riguarda le avventure di Rüşen Ali ("Köroğlu", o "figlio del cieco") mentre pretendeva la vendetta per l'accecamento di suo padre. Le origini di questa epopea sono un po' più misteriose di quelle del Libro di Dede Korkut: molti credono che sia sorta in Azerbaigian tra il XV e il XVII secolo ma una testimonianza più attendibile, tuttavia, sembra indicare che la storia sia vecchia quasi quanto quella del Libro di Dede Korkut, risalente intorno agli inizi dell'XI secolo. A complicare un po' le cose è il fatto che Köroğlu è anche il nome di un poeta della tradizione aşık/ozan.

### Poesia popolare
La tradizione della poesia popolare nella letteratura azera, come indicato sopra, è stata fortemente influenzata dalle tradizioni islamiche sufi e sciite. Inoltre, come in parte evidenziato dalla prevalenza della tradizione aşık/ozan ancora esistente, l'elemento dominante nella poesia popolare turca è sempre stata la canzone. Lo sviluppo della poesia popolare in turco, che iniziò ad emergere nel XIII secolo con scrittori importanti come Yunus Emre, Sultan Veled e Şeyyâd Hamza, ebbe un grande impulso quando, il 13 maggio 1277, Karamanoğlu Mehmet Bey dichiarò il turco come lingua ufficiale di stato del potente stato karamanide dell'Anatolia. Molti dei più grandi poeti della tradizione sarebbero successivamente emersi da questa regione.
Esistono, in generale, due tradizioni della poesia popolare azera:
- la tradizione aşık/ozan, che, sebbene molto influenzata dalla religione, come menzionato sopra, era per la maggior parte una tradizione secolare;
- la tradizione esplicitamente religiosa, emersa dai luoghi di raccolta (tekke) degli ordini religiosi sufi e dei gruppi sciiti.

Gran parte della poesia e del canto della tradizione aşık/ozan, essendo quasi esclusivamente orale fino al XIX secolo, rimane anonima. Esistono, tuttavia, alcuni noti aşık di prima di quel tempo i cui nomi sono sopravvissuti insieme alle loro opere: il già citato Köroğlu (XVI secolo); Karacaoğlan (1606-1689), che potrebbe essere il più noto degli aşık anteriori al XIX secolo; Dadaloğlu (1785–1868), che fu uno degli ultimi dei grandi aşık prima che la tradizione iniziasse un po' a tramontare alla fine del XIX secolo; e molti altri. Gli aşık erano essenzialmente menestrelli che viaggiavano attraverso l'Anatolia eseguendo le loro canzoni con il bağlama, uno strumento simile a un mandolino le cui corde accoppiate sembrano avere un significato religioso simbolico nella cultura alevita/bektashi. Nonostante il declino della tradizione aşık/ozan nel XIX secolo, essa ha vissuto una significativa rinascita nel XX secolo grazie a figure preminenti come Aşık Veysel Şatıroğlu (1894–1973), Aşık Mahzuni Şerif (1938–2002), Neşet Ertaş (1938–2012) e molti altri.

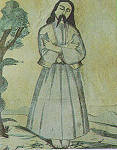
Kaygusuz Abdal

La tradizione popolare esplicitamente religiosa della letteratura tekke condivideva una base simile con la tradizione aşık/ozan in quanto le poesie erano generalmente intese per essere cantate, generalmente negli incontri religiosi, rendendole in qualche modo simili agli inni occidentali (in azero: ilahi). Una delle principali differenze rispetto alla tradizione aşık/ozan, tuttavia, è che, fin dall'inizio, le poesie della tradizione tekke erano scritte. Questo perché erano prodotte da figure religiose venerate nell'ambiente letterato del tekke, in contrasto con l'ambiente della tradizione aşık/ozan, dove la maggior parte non sapeva leggere o scrivere. Le figure principali nella tradizione della letteratura tekke sono: Yunus Emre (1238-1321), che è una delle figure più importanti di tutta la letteratura turca; Süleyman Çelebi, che scrisse un lungo poema molto popolare chiamato Vesîletü'n-Necât (وسيلة النجاة "I mezzi della salvezza", ma più comunemente noto come Mevlid, riguardante la nascita del profeta islamico Maometto; Kaygusuz Abdal, che è ampiamente considerato il fondatore della letteratura alevita/bektashi; e Pir Sultan Abdal, da molti considerato l'apice di quella letteratura.

## Letteratura tardo medioevo
I due flussi principali della letteratura scritta safavide sono la poesia e la prosa. Delle due, la poesia, in particolare la poesia del diwan, era di gran lunga il flusso dominante. Inoltre, fino al XIX secolo, la prosa safavide non conteneva alcun esempio di finzione; ovvero, non c'erano controparti, come per esempio, del romanzo, del racconto o del romanzo europeo (sebbene generi analoghi esistessero, in una certa misura, sia nella tradizione popolare turca che nella poesia diwan).

### Diwan
La poesia del diwan era una forma d'arte altamente ritualizzata e simbolica. Dalla poesia persiana che in gran parte l'ha ispirata, ha ereditato una ricchezza di simboli i cui significati e le interrelazioni, entrambi di similitudine (مراعات نظير mura'ât-i nazîr / تناسب tenâsüb) e opposizione (تضاد tezâd), erano più o meno prescritti. Esempi di simboli prevalenti che, in una certa misura, si oppongono l'un l'altro includono, tra gli altri:
- l'usignolo (بلبل bülbül) - la rosa (ﮔل gül)
- il mondo (جهان cihan; عالم 'âlem) - il roseto (ﮔﻠﺴﺘﺎن gülistan; ﮔﻠﺸﻦ gülşen)
- l'asceta (زاهد zâhid) - il derviscio (درويش derviş)

Come suggerisce l'opposizione di "asceta" e "derviscio", la poesia diwan, molto simile alla poesia popolare azera, è stata fortemente influenzata dall'Islam sciita. Una delle caratteristiche principali della poesia diwan, tuttavia, come della poesia persiana prima di essa, era la sua mescolanza dell'elemento mistico sufi con un elemento profano e persino erotico. Pertanto, l'abbinamento di "l'usignolo" e "la rosa" suggerisce simultaneamente due diverse relazioni:
- il rapporto tra l'amante fervente ("l'usignolo") e l'amata incostante ("la rosa")
- il rapporto tra il singolo praticante sufi (che è spesso caratterizzato nel sufismo come un amante) e Dio (che è considerato la fonte ultima e l'oggetto dell'amore)

Allo stesso modo, "il mondo" si riferisce simultaneamente al mondo fisico e a questo mondo fisico considerato come la dimora del dolore e dell'"impermanenza", mentre "il roseto" si riferisce simultaneamente a un giardino letterale e al giardino del Paradiso. "L'usignolo", o amante sofferente, è spesso visto come posto, sia letteralmente che figurativamente, nel "mondo", mentre "la rosa", o amato, è visto come se fosse "nel roseto".
Il diwan ottomano e safavide si influenzarono fortemente a vicenda. Quanto allo sviluppo della poesia diwan nel corso degli oltre 500 anni della sua esistenza, questo è come sottolinea l'ottomanista Walter G. Andrews, cioè uno studio ancora agli inizi; movimenti e periodi chiaramente definiti non sono stati ancora decisi. All'inizio della storia della tradizione, l'influenza persiana era molto forte, ma ciò è stato mitigato in qualche modo dall'influenza di poeti come l'azero Nesîmî (1369-1417) e l'uzbeko/uiguro Ali Şîr Nevâî (1441-1501), i quali entrambi offrivano forti argomenti per lo status poetico delle lingue turche rispetto al persiano molto venerato. In parte come risultato di tali argomenti, la poesia di Divan nel suo periodo più forte dal XVI al XVIII secolo, arrivò a mostrare un equilibrio unico di elementi persiani e turchi, fino a quando l'influenza persiana iniziò a predominare nuovamente all'inizio del XIX secolo.

I poeti azeri sebbene fossero stati ispirati e influenzati dalla poesia persiana classica, non possono essere considerati, come spesso succede, come ciechi imitatori dei poeti persiani. Un vocabolario limitato e una tecnica comune, e lo stesso mondo di immagini e argomenti basati principalmente su fonti islamiche erano condivisi da tutti i poeti della letteratura islamica.

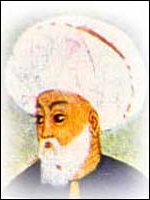
Fuzûlî (1494–1556), un poeta divan di origine azera

Nonostante la mancanza di certezza riguardo ai movimenti stilistici e ai periodi della poesia di divan, tuttavia, alcuni stili molto diversi sono abbastanza chiari e possono forse essere visti come esemplificati da alcuni poeti:
- Fuzûlî (1494–1556); un poeta unico che ha scritto con uguale abilità in azero, persiano e arabo e che è diventato influente in persiano come nella poesia di Divan
- Nef'î (1572–1635); un poeta considerato il maestro della kasîde (una sorta di panegirico), oltre ad essere noto per le sue poesie aspramente satiriche, che hanno portato alla sua esecuzione
- Nâbî (1642-1712); un poeta che ha scritto una serie di poesie di orientamento sociale critico del periodo di stagnazione della storia ottomana
- Nedîm (1681-1730); un poeta rivoluzionario del periodo dei tulipani della storia ottomana, che ha infuso il linguaggio piuttosto elitario e astruso della poesia divan con numerosi elementi populisti più semplici
- Şeyh Gâlib (1757-1799); un poeta dell'ordine sufi Mevlevî il cui lavoro è considerato il culmine del cosiddetto "stile indiano" (سبك هندى sebk-i hindî)

La stragrande maggioranza della poesia divan era di natura lirica: o gazel (che costituisce la maggior parte del repertorio della tradizione), o kasîde. C'erano, tuttavia, altri generi comuni, in particolare il mesnevî, una specie di romanzo in versi e quindi una varietà di poesia narrativa; i due esempi più notevoli di questa forma sono il Leylî vü Mecnun (ليلى و مجنون) di Fuzûlî e l'Hüsn ü Aşk (حسن و عشق; "Bellezza e amore") di Şeyh Gâlib.

### Origini della prosa azerbaigiana
Fino al XIX secolo, la prosa safavide non è mai riuscita a svilupparsi nella misura in cui lo ha fatto la poesia divan contemporanea. Gran parte della ragione è relativa al fatto che ci si aspettava che molta prosa aderisse alle regole del sec' (سجع, anche traslitterato come seci), o prosa in rima, un tipo di scrittura discendente dall'arabo saj' e che prescriveva che tra ogni aggettivo e nome di una frase ci fosse una rima.
Tuttavia, vi era una tradizione di prosa nella letteratura del tempo. Questa tradizione era di natura esclusivamente non narrativa: la tradizione della finzione era limitata alla poesia narrativa. Si sono sviluppati molti di questi generi di saggistica:
- la târih (تاريخ), o storia, una tradizione in cui ci sono molti scrittori notevoli, tra cui lo storico del XV secolo Aşıkpaşazâde e gli storici del XVII secolo Kâtib Çelebi e Naîmâ
- il seyâhatnâme (سياحت نامه), o diario di viaggio, di cui l'esempio eccezionale è la Seyahâtnâme di Evliya Çelebi del XVII secolo
- la sefâretnâme (سفارت نامه), un genere correlato specifico ai viaggi e alle esperienze di un ambasciatore ottomano, e che è meglio esemplificato dalle Sefâretnâmesi di Parigi del 1718-1720 di Yirmisekiz Mehmed Çelebi, ambasciatore alla corte di Luigi XV di Francia
- il siyâsetnâme (سياست نامه), una sorta di trattato politico che descrive il funzionamento dello stato e offre consigli ai governanti, un primo esempio selgiuchide di cui è il Siyāsatnāma dell'XI secolo, scritto in persiano da Nizam al-Mulk, visir dei governanti selgiuchidi Alp Arslan e Malik Shah I
- la tezkîre (تذکره), una raccolta di brevi biografie di figure importanti, alcune delle quali più notevoli erano le tezkiretü'ş-şuar del XVI secolo (تذكرة الشعرا), o biografia di poeti, di Latîfî e Aşık Çelebi
- il münşeât (منشآت), una raccolta di scritti e lettere simile alla tradizione occidentale delle belles-lettres
- il münâzara (مناظره), una raccolta di dibattiti di natura religiosa o filosofica

## Era classica
La prima figura conosciuta nella letteratura azera fu Izzeddin Hasanoğlu, che compose un diwan composto da ghazal azeri e persiani. Nel ghazal persiano ha usato il suo pseudonimo, mentre i suoi ghazal turchi sono stati composti sotto il suo nome di Hasanoghlu.

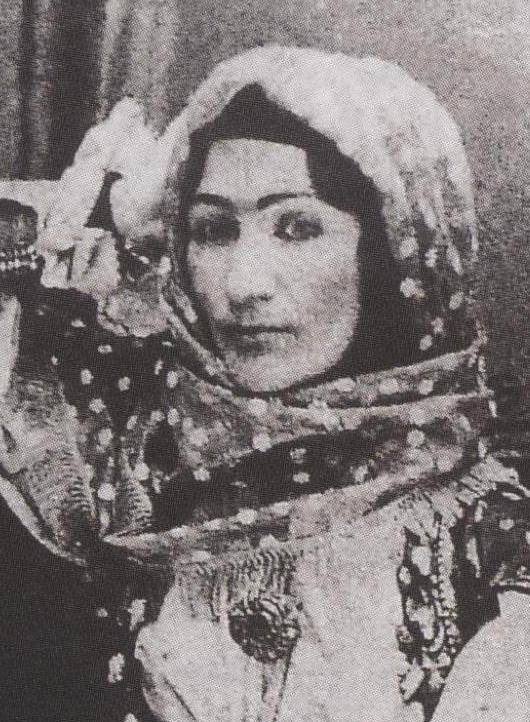
Khurshidbanu Natavan era la figlia di Mehdi Gulu-khan, l'ultimo sovrano del khanato del Karabakh (1748-1822), è considerata tra i migliori poeti lirici dell'Azerbaigian.

Nel XIV secolo, l'Azerbaigian era sotto il controllo delle confederazioni tribali turche di Qara Qoyunlu e Aq Qoyunlu. Tra i poeti di questo periodo c'erano Kadi Burhan al-Din, Haqiqi (pseudonimo di Jahan-shah Qara Qoyunlu) e Habibi. La fine del XIV secolo fu anche il periodo in cui iniziò l'attività letteraria di Imadaddin Nesimi, uno dei più grandi poeti mistici turchi hurufi tra la fine del XIV e l'inizio del XV secolo e uno dei primi maestri diwan più importanti nella storia letteraria turca, che compose anche poesie in persiano e arabo.
Gli stili diwan e ghazal, introdotti da Nesimi nella poesia azera nel XV secolo, furono ulteriormente sviluppati dai poeti Qasem-e Anvar, Fuzuli e Khatai (pseudonimo del safavide Shah Ismail I).
Il libro Dede Korkut che consiste di due manoscritti copiati nel XVI secolo non è stato scritto prima del XV secolo. È una raccolta di dodici storie che riflettono la tradizione orale dei nomadi Oghuz. Poiché l'autore comprende sia i sovrani Aq Qoyunlu che quelli ottomani, è stato suggerito che la composizione appartenga a qualcuno che vivesse tra l'Aq Qoyunlu e l'Impero ottomano. Geoffery Lewis ritiene che un substrato più antico di queste tradizioni orali risalga ai conflitti tra gli antichi Oghuz e i loro rivali turchi in Asia centrale (i Pecenehi e i Kipchak), tuttavia questo substrato è stato rivestito con riferimenti alle campagne del XIV secolo della confederazione Aq Qoyunlu delle tribù turche contro i georgiani, gli abkhazi e i greci a Trebisonda.
Il poeta del XVI secolo, Muhammed Fuzuli produsse la sua intramontabile filosofica e lirica Qazals in arabo, persiano, e azero. Beneficiando immensamente delle raffinate tradizioni letterarie del suo ambiente e basandosi sull'eredità dei suoi predecessori, Fuzuli sarebbe diventato la principale figura letteraria della sua società. Le sue opere principali includono Il Divan dei Ghazal e I Qasidas.
Nel XVI secolo, la letteratura azera fiorì ulteriormente con lo sviluppo dell'ashik (in azero Aşıq) genere poetico dei bardi. Durante lo stesso periodo, sotto lo pseudonimo di Khatai (in arabo خطائی‎?  per il peccatore) Shah Ismail I scrisse circa 1400 versi in azero, che sono stati successivamente pubblicati come suoi Divan. Uno stile letterario unico noto come qoshma (in azero qoşma,per l'improvvisazione) fu introdotto in questo periodo e sviluppato da Shah Ismail e in seguito da suo figlio e successore, Tahmasp I.
Nell'arco del XVII e XVIII secolo, i generi unici di Fuzuli e la poesia ashik furono ripresi da importanti poeti e scrittori come Qovsi di Tabriz, Shah Abbas Sani, Agha Mesih Shirvani, Nishat, Molla Vali Vidadi, Molla Panah Vagif, Amani, Zafar e altri.
Insieme con i turchi anatolici, turkmeni e uzbeki, glu azeri celebrano anche l'epopea di Koroglu (in azero kor oğlu, il figlio di un cieco), un eroe leggendario o un nobile bandito del tipo Robin Hood. Diverse versioni documentate dell'epopea di Koroglu rimangono presso l'Istituto per i manoscritti dell'Accademia Nazionale delle scienze dell'Azerbaigian.

## Dal XIX secolo in poi
La letteratura azera del XIX secolo è stata profondamente influenzata dalla conquista russa del territorio dell'attuale Repubblica dell'Azerbaigian, a seguito delle guerre russo-persiane, che separarono il territorio dell'attuale Azerbaigian, dall'Iran. Il poema Turan dello scrittore azero-turco Ali bey Hüseynzade ha ispirato il turanismo e il pan-turchismo tra gli intellettuali turchi durante la prima guerra mondiale e il primo periodo repubblicano. Hüseynzade ha sottolineato i legami linguistici tra i turchi, che erano musulmani, e il popolo cristiano ungherese.
Il fascino per il linguaggio si vede nel lavoro di Mirzə Cəlil Məmmədquluzadə, una figura influente nello sviluppo del nazionalismo azero nell'Azerbaigian sovietico. Məmmədqulzadə, che era anche il fondatore della rivista satirica Molla Nasraddin, scrisse nel 1920 in Karabakh l'opera Anamın kitabı (Il libro di mia madre). Parlava di una ricca vedova che viveva con i suoi tre figli che si erano laureati alle università di San Pietroburgo, Istanbul e Najaf. I fratelli si erano adattati alla cultura e alle lingue delle città in cui erano stati educati e non erano in grado di capirsi con la madre. La loro sorella, Gülbahar, era in grado di leggere solo in "lingua musulmana" (müsəlmanca savadlı), brucia alla fine i libri dei suoi fratelli. Dopo la distruzione dei vocabolari russi, delle poesie ottomane e dei libri di astronomia persiana, l'unico libro che sopravvisse alla "rivoluzione culturale" di Gülbahar è un taccuino, scritto in lingua azera, contenente i desideri per l'unità della famiglia.

### Letteratura azera sovietica
Sotto il dominio sovietico, in particolare durante il periodo di Iosif Stalin, gli scrittori azeri che non si conformavano alla linea del partito erano perseguitati. I bolscevichi cercarono di distruggere l'élite intellettuale nazionalista stabilita durante la breve Repubblica Democratica di Azerbaigian, e negli anni '30 molti scrittori e intellettuali furono essenzialmente trasformati in portavoce della propaganda sovietica.
Ci sono stati anche quelli che non hanno seguito la linea ufficiale del partito nei loro scritti. Tra loro c'erano Mahammad Hadi, Abbas Səhhət, Hüsejn Cavid, Abdulla Shaig, Cəfər Cabbarlı e Mikayıl Müşfiq, che nella loro ricerca di un mezzo di resistenza, si rivolgevano alle metodologie clandestine del sufismo, che insegnava la disciplina spirituale come un modo per combattere la tentazione.
Quando Nikita Chruščëv salì al potere nel 1953 dopo la morte di Stalin, la forte attenzione alla propaganda iniziò a svanire e gli scrittori iniziarono a diramarsi in nuove direzioni, concentrandosi principalmente sulla prosa edificante che sarebbe stata una fonte di speranza per gli azeri che vivevano sotto un regime totalitario.

### Letteratura azera iraniana
Un pezzo influente della poesia azera del secondo dopoguerra, Heydar Babaya Salam (Saluti a Heydar Baba) è considerato un apice della letteratura azera, ed è stato scritto dal poeta azero-iraniano Mohammad-Hossein Shahriar. Questa poesia, pubblicata a Tabriz nel 1954 e scritta in un azero colloquiale, divenne popolare tra gli azeri dell'Azerbaigian iraniano e della Repubblica dell'Azerbaigian. In Heydar Babaya Salam, Shahriar ha espresso la sua identità azera legata alla sua patria, lingua e cultura. Heydar Baba è una collina vicino a Khoshknab, il villaggio natale del poeta.

## Influenze sulla letteratura azera
Le letterature persiana e araba hanno fortemente influenzato la letteratura azera, specialmente nella sua fase classica. Tra i poeti che hanno scritto in persiano e hanno influenzato la letteratura azera, si possono citare Firdusi, Sana'i, Hafez, Nizami Ganjavi, Saʿdi, 'Attar e Rumi. La letteratura araba, in particolare il Corano e gli Ḥadīth, ha svolto un ruolo importante nell'influenzare la letteratura azera. Tra i poeti che hanno scritto in arabo e hanno influenzato la letteratura azera, si può citare Mansūr al-Hallāj, che ha avuto una vasta influenza nella letteratura sufica del mondo islamico.

## Letteratura moderna

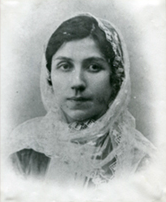
Səkinə Axundzadə (1865-1927) è considerata la prima drammaturga donna nota nella letteratura azera.

Tra gli scrittori dell'Azerbaigian moderno, i più famosi sono stati lo sceneggiatore Rustam Ibragimbekov e l'autore dei romanzi gialli Chingiz Abdullayev, che ha scritto esclusivamente in russo.
La poesia è rappresentata dai famosi poeti Nariman Hasanzade, Khalil Rza, Sabir Novruz, Vagif Samadoglu, Nusrat Kesemenli, Ramiz Rovshan, Hamlet Isakhanli, Zalimkhan Yagub, ecc. Tra i drammaturghi azeri moderni, F. Goja, Elchin, K. Abdullah, A. Masud, G. Miralamov, E. Huseynbeyli, A. Ragimov, R. Akber, A. Amirley e altri.
Il quadro della nuova prosa azera è ampliato da elementi dell'indagine, finzione, anti-utopia, mitologia turca, surrealismo orientale. Tra gli scrittori che lavorano in questo genere si possono citare scrittori come Anar, M. Suleymanly, N. Rasulzade, R. Rahmanoglu. Il nuovo realismo azero iniziò a prendere slancio quando i giovani scrittori di prosa iniziarono a rivolgersi sempre più alla storia nazionale e alla memoria etnica. A questo proposito, vale la pena citare il romanzo storico e sintetico Il tredicesimo apostolo, o centoquarantunesimo Don Juan di Elchin Huseynbeyli e i romanzi storici Shah Abbas e Nadir Shah di Yunus Oguz.
Dopo aver ottenuto l'indipendenza in Azerbaigian, un ruolo importante è stato svolto in relazione ai territori occupati. La guerra del Karabakh ha influenzato la moderna letteratura azera: scrittori come G. Anargizy, M. Suleymanly, A. Rahimov, S. Ahmedli, V. Babally, K. Nezirli, A. Kuliev, A. Abbas, M. Bekirli si sono rivolti ai temi del destino dei rifugiati, della nostalgia per la perdita di Shusha perduta, del massacro di Xocalı, della crudeltà della guerra, e così via.
Per sostenere i giovani scrittori nel 2009, la casa editrice "Ali e Nino" ha istituito il National Book Award of Azerbaijan, che monitora annualmente le novità della letteratura e assegna premi ai campioni di letteratura e alle opere di maggior successo pubblicati nell'ultimo anno. La giuria del premio comprende noti scrittori azeri, personaggi della cultura.

## Legge della Repubblica dell'Azerbaigian sulla cultura
Le persone che presentano dei lavori eccezionali nello sviluppo della cultura azera vengono premiate con ordini e medaglie in conformità con l'articolo 109.2 della Costituzione dell'Azerbaigian.